# بروس سی. ماری
بروس سی. ماری (انگلیسی: Bruce C. Murray؛ ۳۰ نوامبر ۱۹۳۱ – ۲۹ اوت ۲۰۱۳) یک دانشمند زمین‌شناس اهل ایالات متحده آمریکا بود.
وی همچنین برنده جوایزی همچون کمک هزینه گوگنهایم شده است.